# تود ألين
تود ألين (بالإنجليزية: Todd Allen)‏ هو مدرب كرة القاعدة ‏ أمريكي، ولد في 14 يناير 1885 في Wheatland, Indiana ‏ في الولايات المتحدة، وتوفي في 1971 في إنديانابوليس في الولايات المتحدة.